# 芒特弗農 (馬里蘭州)
費爾芒特（英語：Mount Vernon）是位於美國馬里蘭州薩默塞特縣的一個普查規定居民點。

## 人口
根據2020年美國人口普查的數據，費爾芒特的面積為40.53平方千米，當中陸地面積為33.74平方千米，而水域面積為6.79平方千米。當地共有人口761人，而人口密度為每平方千米18.78人。